# Зінченко Володимир Миколайович
Володимир Миколайович Зінченко (нар. 27 травня 1963, Луганськ, УРСР) — радянський та український футболіст, захисник та півзахисник.

## Життєпис
Футболом розпочав займатися в луганському спортінтернаті, перший тренер — Вадим Добіжа. У віці сімнадцяти років виступав у дублі луганської «Зорі». У 1981 році дебютував у першій команді «Зорі» в першій лізі чемпіонату СРСР.
Під час служби в армії, грав у київському СКА. Після армії недовго грав у «Кривбасі», після чого повернувся в Луганськ.
У 1984 році разом з «Зорею» покинув першу радянську лігу. Через два роки «Зоря» перемогла в зональному турнірі команд другої ліги, потім у перехідному турнірі виборола право на повернення до першої ліги. Зінченко разом з іншими членами команди отримав золоту медаль чемпіона України. Всього в луганській команді провів 129 матчів.
У 1988 році Володимир перейшов у миколаївський «Суднобудівник». У складі миколаївців в 1990 році ставав срібним призером чемпіонату України.
З 1992 року миколаївська команда змінила назву на «Евіс». З «Евісом» 6 березня 1992 року в грі з «Темпом» Зінченко дебютував у вищій лізі чемпіонату України. Всього в миколаївській команді провів 188 матчів чемпіонатів СРСР і України (з них — 16 у вищій лізі).
Далі виступав у командах «Таврія» (Херсон), «Нафтохімік» (Кременчук), «Хімік» (Житомир) та «Хімік» (Сєвєродонецьк).
У 1999 році виступав в аматорській луганській команді «Еллада-Енергія». В її складі ставав чемпіоном області. Футбольну кар'єру завершив виступами в російському аматорському клубі «Мир-Донгазвидобування» в чемпіонаті Ростовської області.